# UTC-11
Часово отместване UTC-11 се използва в:
- САЩ: Американска Самоа, Атол Мидуей
- Нова Зеландия: Ниуе